# Talaja
Talaja è una suddivisione dell'India, classificata come municipality, di 26.187 abitanti, situata nel distretto di Bhavnagar, nello stato federato del Gujarat. In base al numero di abitanti la città rientra nella classe III (da 20.000 a 49.999 persone).

## Geografia fisica
La città è situata a 21° 21' 0 N e 72° 2' 60 E e ha un'altitudine di 18 m s.l.m..

## Società

### Evoluzione demografica
Al censimento del 2001 la popolazione di Talaja assommava a 26.187 persone, delle quali 13.402 maschi e 12.785 femmine. I bambini di età inferiore o uguale ai sei anni assommavano a 3.958, dei quali 2.103 maschi e 1.855 femmine. Infine, coloro che erano in grado di saper almeno leggere e scrivere erano 16.147, dei quali 9.073 maschi e 7.074 femmine.